# X-CD-Roast
X-CD-Roast est un logiciel libre de gravure de CD/DVD. Il est, en fait, une interface graphique pour le logiciel cdrecord.

## Compétence
- manipule les données CD-Text en lecture et en écriture